# XIV Congresso nazionale del Partito Comunista Cinese
Il XIV Congresso Nazionale del Partito Comunista Cinese (中国共产党第十四次全国代表大会S, Zhōngguó gòngchǎndǎng dì shísì cì quánguó dàibiǎo dàhuìP) si tenne nella Grande Sala del Popolo di Pechino dal 12 al 18 ottobre 1992. Vi parteciparono 1989 delegati, in rappresentanza di oltre 51 milioni di iscritti, e 46 invitati speciali.
Il compito principale del congresso era quello di riassumere i risultati ottenuti dopo 14 anni di applicazione del socialismo con caratteristiche cinesi di Deng Xiaoping, determinare le strategie per il successivo quinquennio, mobilitare gli iscritti a lavora con le persone di tutti i gruppi etnici nel paese per favorire la loro emancipazione, accelerare il ritmo delle riforme, dell'apertura e della modernizzazione.

## Agenda
L'agenda del XIV Congresso era la seguente:
1. Ascolto e revisione del rapporto del 13º Comitato centrale;
2. Esame del rapporto del Comitato consultivo centrale;
3. Esame del rapporto della Commissione centrale per l'ispezione disciplinare;
4. Esame ed approvazione degli eventuali emendamenti alla Costituzione del Partito Comunista Cinese;
5. Elezione del 14º Comitato Centrale;
6. Elezione della nuova Commissione centrale per l'ispezione disciplinare.

## Attività

### Rapporto di Jiang Zemin
Il segretario generale Jiang Zemin aprì il congresso con il discorso Accelerare la riforma, l'apertura al mondo esterno e la spinta alla modernizzazione, in modo da ottenere un maggiore successo nella costruzione del socialismo con caratteristiche cinesi. Nel suo rapporto, si affermò che l'obiettivo della riforma economica era quello di stabilire un'economia socialista di mercato, e per accelerare il processo bisognava seguire dieci punti:
- Accelerare la riforma economica mentre si stabilisce un'economia socialista di mercato;[6]
- Aumentare l'apertura della Cina verso il mondo e favorire un utilizzo maggiore e migliore di fondi, risorse, tecnologie ed esperienze gestionale stranieri;[7]
- Adeguare e ottimizzare la struttura industriale, attribuire maggiore importanza all'agricoltura e accelerare lo sviluppo delle industrie di base, delle infrastrutture e del settore terziario;[8]
- Accelerare il progresso scientifico e tecnologico, sviluppare con vigore l'istruzione e coinvolgere maggiormente gli intellettuali nella vita politica;[9]
- Sfruttare i particolari vantaggi di ciascuna regione, accelerare il suo sviluppo economico e razionalizzare la distribuzione geografica dei diversi settori dell'economia;[10]
- Promuovere attivamente la riforma del sistema politico e realizzare grandi progressi nella costruzione della democrazia socialista e del sistema legale;[11]
- Riformare il sistema amministrativo e la struttura organizzativa del Partito e del governo in modo da modificare le loro funzioni, raddrizzare i loro rapporti, semplificare l'amministrazione e migliorare l'efficienza;[12]
- Continuare a promuovere sia il progresso materiale che il progresso culturale e ideologico, attribuendo uguale importanza a entrambi;[13]
- Migliorare continuamente la vita delle persone, controllare rigorosamente la crescita della popolazione e rafforzare la protezione ambientale;[14]
- Rafforzare l'esercito e aumentare le capacità difensive in modo da garantire il regolare andamento della riforma, dell'apertura e dello sviluppo economico.[15]

### Emendamenti alla Costituzione del PCC
Il Congresso discusse gli emendamenti alla Costituzione del Partito per includere il socialismo con caratteristiche cinesi tra i principali obiettivi. Fu proposta inoltre l'eliminazione della Commissione consultiva centrale, istituita dal XII Congresso del 1972 e formata prevalentemente dagli Otto anziani.

## Esito
Il XIV Congresso Congresso Nazionale del Partito Comunista Cinese decise di adeguare la velocità di sviluppo economico della Cina negli anni novanta aumentando il tasso di crescita media annua del PIL dal 6% originariamente previsto all'8-9%. Fu elaborato un piano strategico basato sui dieci compiti di Jiang Zemin e presentò un programma per integrare ulteriormente il sistema socialista in quello di mercato.
Il XIV congresso approvò le risoluzioni sui rapporti del 13º Comitato centrale, dell'ultimo Comitato consultivo centrale, della Commissione centrale per l'ispezione disciplinare e gli emendamenti alla Costituzione del PCC. La Commissione consultiva centrale fu eliminata e gli otto anziani si dimisero dall'Ufficio politico, mentre la realizzazione del socialismo con caratteristiche cinesi e dell'economia socialista di mercato furono incluse nella costituzione del Partito.
La Commissione militare centrale dichiarò che l'Esercito Popolare di Liberazione sarebbe stato modernizzato e avrebbe ricevuto maggiori incentivi per la ricerca scientifica e tecnologica.

### Elezioni
Il Congresso elesse 189 membri effettivi e 130 supplenti per il 14º Comitato centrale, 108 membri per la Commissione centrale per l'ispezione disciplinare. Jiang Zemin fu rieletto segretario generale e assunse la carica di presidente della Commissione militare centrale. Il Comitato centrale elesse Jiang Zemin, Li Peng, Qiao Shi, Li Ruihuan, Zhu Rongji, Liu Huaqing e Hu Jintao per il Comitato permanente dell'Ufficio politico. La sessione nominò Wei Jianxing come segretario della Commissione centrale per l'ispezione disciplinare.